# Добкув (Нижньосілезьке воєводство)
Добкув (пол. Dobków, нім. Klein Helmsdorf) — село в Польщі, у гміні Свежава Злоторийського повіту Нижньосілезького воєводства.
Населення — 493 особи (2011).
У 1975-1998 роках село належало до Єленьоґурського воєводства.

## Демографія
Демографічна структура станом на 31 березня 2011 року:
|          | Загалом | Допрацездатний вік | Працездатний вік | Постпрацездатний вік |
| -------- | ------- | ------------------ | ---------------- | -------------------- |
| Чоловіки | 242     | 50                 | 179              | 13                   |
| Жінки    | 251     | 54                 | 143              | 54                   |
| Разом    | 493     | 104                | 322              | 67                   |